# I Just Want to Make Love to You
Singles de Muddy Waters
Hoochie Coochie Man
(janvier 1954) I'm Ready
(octobre 1954)
I Just Want to Make Love to You est un standard du blues écrit par Willie Dixon en 1954, d'abord enregistré par Muddy Waters, puis popularisé par Etta James.

## Muddy Waters
Initialement publié sous le titre Just Make Love to Me (Chess 1571), le single atteint la quatrième place du classement des Meilleures ventes de disque de Rhythm & Blues du magazine Billboard.
Les musiciens ayant interprété cet enregistrement sont :
- Muddy Waters – chant et guitare
- Willie Dixon – contrebasse
- Little Walter – harmonica
- Otis Spann – piano
- Jimmy Rogers – guitare
- Fred Below – batterie

Waters enregistre la chanson de nouveau en 1968 pour l'album Electric Mud.

### Charts
| Classement (1954) | Meilleure position |
| ----------------- | ------------------ |
| R&B Best-Sellers  | 4                  |

Singles de Etta James
My Dearest Darling
(août 1960) Trust In Me
(mars 1961)

## Etta James
Fin 1960, Etta James enregistre la chanson pour son premier album At Last!. Son interprétation sert également comme face B pour le single du même nom. En 1996, la chanson est rééditée en single au Royaume-Uni après avoir été utilisée dans une campagne de publicité pour Coca-Cola light. La version d'Etta James utilise des paroles un peu différentes de celles de Muddy Waters.
Le CD single inclut également les titres Tell Mama et Stormy Weather. En 1996, il a atteint le numéro cinq du UK Singles chart, ainsi que le numéro 27 des charts néerlandais. En 1998, le single se classe également dans les hit-parades en Belgique: numéro 31 en Flandre, et le numéro 15 en Wallonie.
CD single
1. I Just Want to Make Love to You
2. Tell Mama
3. Stormy Weather

### Charts
| Classement (1996)          | Meilleure position |
| -------------------------- | ------------------ |
| Charts singles Néerlandais | 27                 |
| UK Singles Chart           | 5                  |

| Classement (1998)                | Meilleure position |
| -------------------------------- | ------------------ |
| Charts singles belges (Flandre)  | 31                 |
| Charts singles belges (Wallonie) | 15                 |

Singles de Foghat
Ride, Ride, Ride
(1973)

## Foghat
Le groupe de blues rock Foghat publie une version studio de I Just Want to Make Love to You sur son premier album éponyme, produit par Dave Edmunds en 1972, et sort la chanson en single la même année, où il atteint le numéro 83 dans le Billboard Hot 100, devenant leur premier succès. Une version live est éditée sur Foghat Live et diffusée comme un autre 45 tours avec Fool for the City en face B ; la durée du single est raccourcie de plus de huit minutes à 3:56. Cette version, atteint la 33ème place du Billboard Hot 100. La version de Foghat est utilisée dans les films Dazed and Confused et Halloween II. Une version avec des paroles différentes est également utilisée comme musique d'introduction à l'émission de radio de Wolfman Jack dans les années 1970.

### Charts
| Classement (1972) | Meilleure position |
| ----------------- | ------------------ |
| Billboard Hot 100 | 83                 |

| Classement (1977)     | Meilleure position |
| --------------------- | ------------------ |
| Billboard Hot 100     | 33                 |
| U.S. Cash Box Top 100 | 31                 |

## Autres artistes
Bo Diddley, Muddy Waters, et Little Walter enregistrent la chanson pour l'album Super Blues en 1967.
La chanson est également interprétée, entre autres, par : 
- Chuck Berry (1963)
- The Rolling Stones sur leur premier album en 1964
- The Animals sur un single en 1964
- Isaac Hayes (1968)
- Van Morrison (1974)
- B.B. King (1977)
- Freddie King (1995)
- Buddy Guy (1998)
- L.A. Guns (2004)
- Tom Petty & The Heartbreakers (2009)
- Bob Dylan (2009)
- Peter Frampton (2019)